# Ulysse Trélat (1795-1879)
Pour les articles homonymes, voir Ulysse Trélat.
Ulysse Trélat est un médecin et homme politique français né à Montargis (Loiret) le 22 brumaire an IV (13 novembre 1795) et mort à Menton (Alpes-Maritimes) le 29 janvier 1879.

## Biographie

### Famille
Il est le fils d'Edme Trélat, notaire à Montargis, et de Marie Miger. Il épouse Marie Jeanne Potin, et en secondes noces Juliette Malvine Labène en 1852.
Un de ses fils, Émile Trélat (1821-1907), fut le fondateur de l'École spéciale d'architecture (ESA), et un autre, Ulysse Trélat (1828-1890), fut un célèbre chirurgien.

### Études et formation
Ulysse Trélat vint étudier la médecine à Paris en 1810. Nommé, à dix-huit ans, aide-chirurgien militaire, il fut, lors de la campagne de 1813, envoyé à Metz où il faillit mourir du typhus. Il revint poursuivre ses études médicales à Paris en mars 1814. Après le retour de Napoléon Ier de l'île d'Elbe, il prit part à la défense de Paris dans les rangs des canonniers volontaires. 
Reçu, au concours, interne à Charenton, il passa son doctorat en 1821 et se spécialisa comme aliéniste.

### Sous la monarchie de Juillet
Il entra alors en politique dans les rangs des libéraux. L'un des fondateurs de la Société « Aide-toi, le ciel t'aidera », il se battit sur les barricades lors des Trois Glorieuses et fut nommé commissaire de la Société des amis du peuple auprès du gouvernement provisoire. Il protesta contre l'avènement de Louis-Philippe, fut accusé de complot et acquitté par la cour d'assises.
Il alla ensuite à Clermont-Ferrand prendre la direction du Patriote du Puy-de-Dôme jusqu'en 1835. Il revint à Paris pour participer à la défense des accusés d'avril et, en voyant parmi les juges quelques-uns de ses anciens compagnons des sociétés secrètes, il ne leur ménagea pas les attaques. Lors du procès des défenseurs des accusés d'avril, qui se déroula devant la cour des pairs du 29 mai au 4 juin 1835, il fut le plus lourdement condamné, à 11 000 francs de dommages-intérêts et à trois ans de prison à Clairvaux.
Rendu à la liberté par l'amnistie générale de 1837, il reprit l'exercice de la médecine et devint, au concours, médecin de la Salpêtrière (1840), fonctions qu'il exerçait encore lors de la révolution de 1848.

### Sous la Deuxième République
Commissaire extraordinaire du gouvernement provisoire dans les départements du Puy-de-Dôme, de l'Allier, de la Creuse et de la Haute-Vienne, il fut nommé, à son retour, maire du 12e arrondissement de Paris, président de la commission de colonisation, lieutenant-colonel de la 12e légion sous les ordres d'Armand Barbès, et colonel de la cavalerie de la garde nationale.
Élu, le 23 avril 1848, représentant du Puy-de-Dôme à l'Assemblée constituante, il fut choisi comme vice-président par l'Assemblée et fut nommé, le 12 mai suivant, ministre des Travaux publics. 
À ce poste, il se trouva aux prises avec la délicate question des ateliers nationaux. Dans la séance du 18 mai, il demanda que « l'on rendît à chaque ouvrier ses instruments de travail. L'ouvrier ne reçoit en ce moment qu'une aumône déguisée, il ne fait qu'un travail stérile. Les ateliers nationaux ne sont qu'une organisation provisoire ; il faut qu'ils cessent au plus vite. Une énorme population se jette sur les ateliers nationaux, le nombre en était l'autre jour de 80 000, quelques jours après de 100 000, il est de 115 000 aujourd'hui ». Il commença par faire transporter à Bordeaux le grand organisateur des ateliers, Émile Thomas, « en mission extraordinaire », écrivit Le Moniteur, « par détermination de médecin », déclara le ministre à l'Assemblée. 
Les résistances qu'opposait la Commission du Luxembourg présidée par Louis Blanc, et l'incertitude de l'Assemblée paralysaient ses intentions. Obligé, le 15 juin, de venir demander un nouveau crédit de 3 millions pour les ateliers nationaux, il se vit reprocher par Falloux « sa coupable inaction », et demandé la nomination immédiate d'une commission spéciale, ce qui fut fait. La commission prit pour tâche de fermer le plus promptement possible ce « caravansérail du chômage » : elle commença par éliminer 25 000 ouvriers, inscrits en double, et se prononça pour une dissolution immédiate et brutale. Désapprouvant cette mesure, qui fut le prétexte des journées de juin, Trélat donna sa démission de ministre le 18 juin et reprit sa place à l'Assemblée.
Il vota pour le bannissement de la famille d'Orléans, pour les poursuites contre Louis Blanc et Marc Caussidière, pour l'abolition de la peine de mort, pour l'impôt progressif, pour l'amendement Grévy, contre la sanction de la Constitution par le peuple, pour l'ensemble de la Constitution, contre la proposition Rateau, contre l'expédition de Rome et pour la demande de mise en accusation du Président de la République et des ministres.
Hostile à la politique du gouvernement, il ne fut pas élu à l'Assemblée législative et reprit ses fonctions à la Salpêtrière.

### Sous la Troisième République

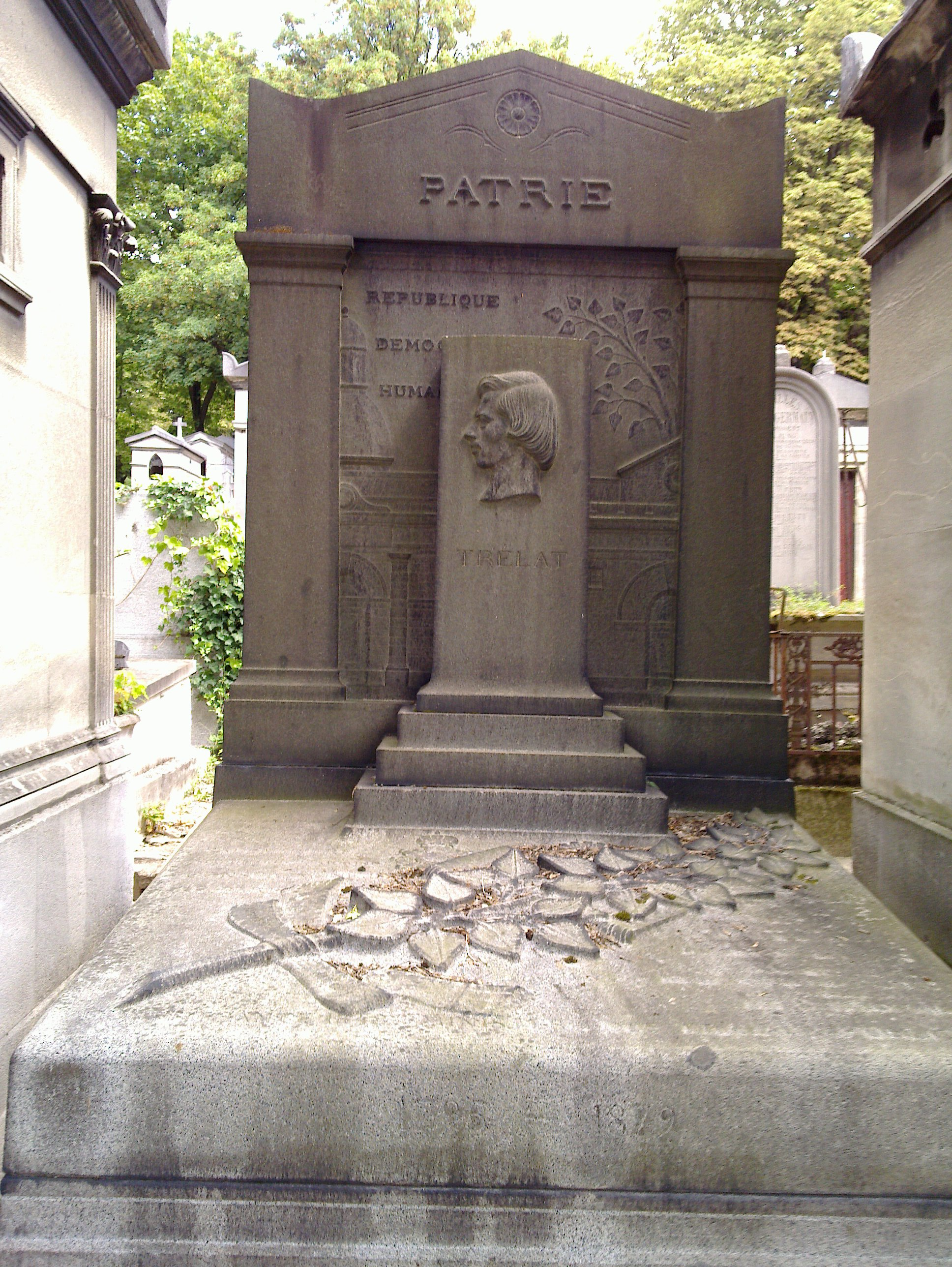
Tombe au Père-Lachaise.

Il était encore médecin à la Salpêtrière lors du siège de Paris en 1870 et pendant la Commune. Membre (octobre 1870) de l'Assistance publique, élu en juillet 1871 au conseil municipal de Paris pour le quartier du Panthéon (1871-74), où il représente les libéraux-républicains (centre-droit) qui soutiennent le gouvernement d'Adolphe Thiers, et plusieurs fois président du conseil comme doyen d'âge, il quitta la vie active en 1875 et passa désormais l'hiver dans le Midi, où il mourut en 1879.
Il avait été nommé chevalier de la Légion d'honneur le 18 juillet 1849.
Il est inhumé au cimetière du Père-Lachaise (69e division).

## Hommage
- Square Ulysse-Trélat (Paris)

## Publications
- Précis élémentaire d'hygiène, 1826
- De la constitution du corps des médecins et de l'enseignement médical, 1828
- Recherches historiques sur la folie, Paris, Baillière, 1839, 136 p.
- La Folie lucide, étudiée et considérée au point de vue de la famille et de la société, Paris, Delahaye, 1861 : dans cet ouvrage, Ulysse Trélat plaide pour l'hygiénisme et l'eugénisme.

Il a également collaboré au Journal du Progrès des sciences médicales.

### Source
- « Ulysse Trélat (1795-1879) », dans Adolphe Robert et Gaston Cougny, Dictionnaire des parlementaires français, Edgar Bourloton, 1889-1891 [détail de l’édition]